# متسانية البحار
متسانية البحار (الاسم العلمي:Isoetes maritima) هو نوع من النباتات يتبع جنس المتسانية من فصيلة المتسانيات.